# Igor Leonardi
Igor Leonardi [ígor leonárdi], slovenski glasbenik, kitarist in skladatelj, * 24. junij 1958, Ljubljana.

## Življenje
Leonardi je bil kitarist samouk do leta 1980, ko je naredil sprejemne izpite na graško akademijo za glasbo. Prepotoval je Azijo in Afriko, kjer se je izpopolnjeval v etno glasbi na različnih strunskih inštrumentih. Med letoma 1989 in 1999 je živel v ZDA, kjer se je učil pri mednarodno priznanem glasbeniku Donu Cherryju in poleg znanih jazzovskih glasbenikov sodeloval tudi s člani rock skupine Metallica. Nastopil je na številnih mednarodnih jazz festivalih (San Francisco, New York, Houston, Zürich, Praga, Ljubljana, Istanbul, Beograd ...). Več let je bil zaposlen kot strokovnjak za svetovno (etno) glasbo v Oaklandu v Kaliforniji.
V Sloveniji je znan kot nekdanji član skupin Quatebriga, Begnagrad, Miladojka Youneed in kot skladatelj glasbe za približno 100 gledaliških predstav v režiji Vita Tauferja (Alica v čudežni deželi, Sen kresne noči, Pika, Matiček se ženi, Primorske zdrahe, Dream, Hamlet, Atlantida, ...).
V zadnjem času piše tudi za film (Rezervni deli, Delo osvobaja, Za vedno - vsi v režiji Damjana Kozoleta). 
Na TV Slovenija je soavtor tedenske oddaje Muzikajeto, ki je leta 2011 prejela viktorja popularnosti.
Leta 1997 je ustanovil etno-jazz skupino Fake orchestra, ki redno nastopa doma in v tujini.

## Priznanja
Nagrade
- Za glasbo v filmu Rezervni deli v režiji Damjana Kozoleta je na festivalu slovenskega filma leta 2003 prejel Vesno za najboljšo filmsko glasbo.

## Diskografija
- Sekou Kouyate Experiance, Dia, Založba Goga, Novo mesto 2011
- Sangeeta, Založba Sanje, Ljubljana 2007
- Fake Orchestra, Fake World, Založba Goga, Novo mesto 2004
- Fake Orchestra, Fake Life, Založba Goga, Novo mesto 2002